# برادفورد غيلبرت
برادفورد غيلبرت (بالإنجليزية: Bradford Gilbert)‏ هو مهندس معماري أمريكي، ولد في 1853، وتوفي في 1911.